# 전 소비보르 나치 절멸 수용소 박물관
전 소비보르 나치 절멸 수용소 박물관(폴란드어: Muzeum Byłego Obozu Zagłady w Sobiborze)은 폴란드 루블린주 소비보르에 있는 나치 독일의 소비보르 강제 수용소 부지에 있는 박물관이다.
2012년 5월 1일부터 소비보르 박물관은 마이다네크 국립박물관의 한 분관이 되었다.